# 22885 Sakaemura
22885 Sakaemura este un asteroid din centura principală de asteroizi.

## Descriere
22885 Sakaemura este un asteroid din centura principală de asteroizi. A fost descoperit pe 8 septembrie 1999 la Stația Anderson Mesa în cadrul programului LONEOS. Asteroidul prezintă o orbită caracterizată de o semiaxă mare de 2,27 ua, o excentricitate de 0,06 și o înclinație de 6,9° în raport cu ecliptica.